# Silene cuspidata
Silene cuspidata är en nejlikväxtart som beskrevs av T.M. Pedersen. Silene cuspidata ingår i släktet glimmar, och familjen nejlikväxter. Utöver nominatformen finns också underarten S. c. inuncta.